# Intercontinental Rally Challenge

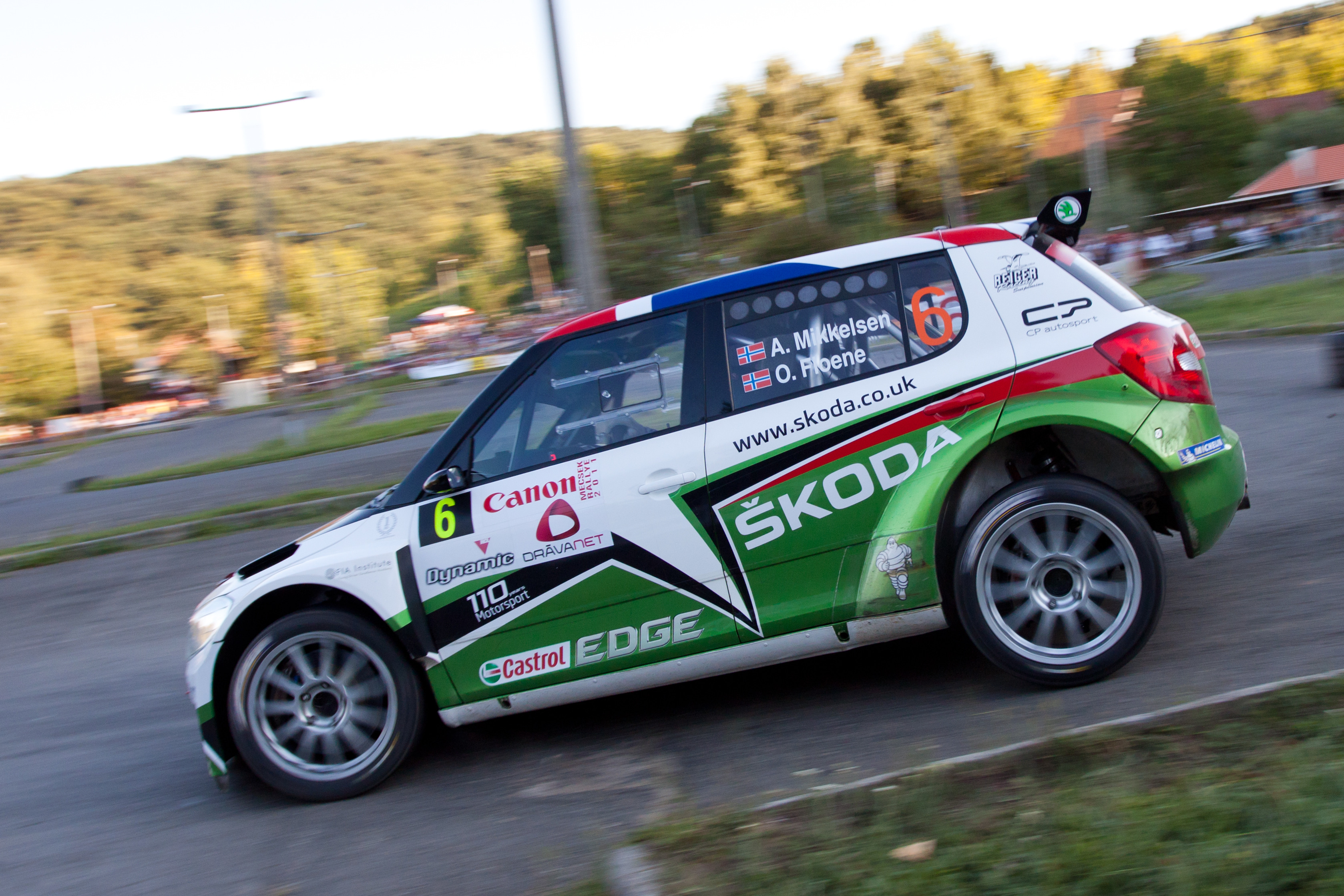
Andreas Mikkelsen při Mecsek Rally 2011

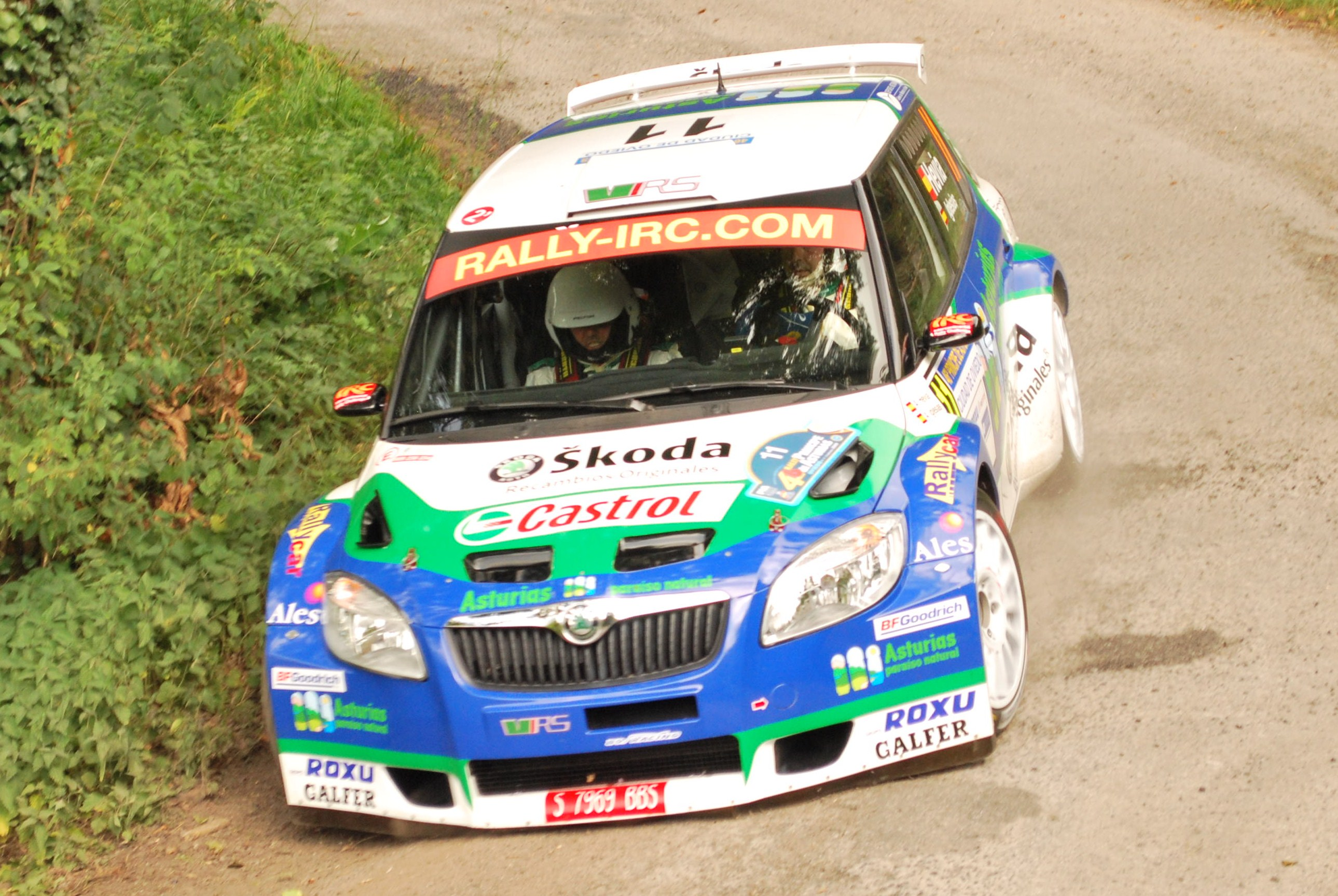
Alberto Hevia při Principe Rally 2009

Intercontinental Rally Challenge (IRC) je rally série pořádána SRW Ltd a schválená FIA, jejímž cílem je "poskytnout nové možnosti pro mladé, nebo amatérské rally řidiče soutěží při národních i mezinárodních soutěžích, a zároveň nabízí pořadatelům inovaci TV konceptu vytvořené Eurosport. "Tato série se zaměřuje na skupinu N i skupiny do 2000 cm³ (včetně Super 2000, R2 a R3).
Série se jela poprvé v roce 2006 pod názvem International Rally Challenge, v roce 2007 se přejmenovala na Intercontinental Rally Challenge. V roce 2013 došlo ke sloučení s Mistrovstvím Evropy v rallye (European Rally Champiosnhip).

## Výsledky
| Sezona | Jezdec               | Spolujezdec     | Automobil                      | Pneu     | Pohár konstruktérů | 2WD               | 2WD pohár konstruktérů |
| ------ | -------------------- | --------------- | ------------------------------ | -------- | ------------------ | ----------------- | ---------------------- |
| 2006   | Giandomenico Basso   | Mitia Dotta     | Fiat Grande Punto Abarth S2000 | Michelin | Fiat               | —                 | —                      |
| 2007   | Enrique García-Ojeda | Jordi Barrabés  | Peugeot 207 S2000              | Michelin | Peugeot            | —                 | —                      |
| 2008   | Nicolas Vouilloz     | Nicolas Klinger | Peugeot 207 S2000              | Michelin | Peugeot            | Marco Cavigioli   | Peugeot                |
| 2009   | Kris Meeke           | Paul Nagle      | Peugeot 207 S2000              | Michelin | Peugeot            | Denis Millet      | Peugeot                |
| 2010   | Juho Hänninen        | Mikko Markkula  | Škoda Fabia S2000              | Michelin | Škoda              | Harry Hunt        | Peugeot                |
| 2011   | Andreas Mikkelsen    | Ola Fløene      | Škoda Fabia S2000              | Michelin | Škoda              | Jean-Michel Raoux | Honda                  |
| 2012   | Andreas Mikkelsen    | Ola Fløene      | Škoda Fabia S2000              | Michelin | Škoda              | Harry Hunt        | Renault                |